# Le Moussaillon
Pour plus de détails, voir Fiche technique et Distribution.
Le Moussaillon est un film français réalisé par Jean Gourguet, sorti en 1942.

## Fiche technique
- Titre : Le Moussaillon
- Réalisation : Jean Gourguet
- Scénario : Jean-Paul Le Chanois, d'après le roman de Jean Rouix
- Dialogues : Jean Aurenche
- Photographie : Nicolas Hayer
- Décors : Robert Dumesnil
- Musique : René Sylviano
- Production : Société d'Exploitation Lyon - Bordeaux
- Pays de production :  France
- Format : Noir et blanc - 1,37:1 - 35 mm - son mono
- Genre : Drame
- Durée : 80 minutes
- Date de sortie : France : 6 février 1942
- Affiche : Georges Dastor (France)

## Distribution
- Roger Duchesne : Pierre
- Yvette Lebon : Madeleine
- Georges Prévost : Michel
- Champi : Ballandon
- Lucien Gallas : Georges
- Gabrielle Fontan : Louise
- René Génin : Octave
- Germaine Charley : Madame Thomas
- Jérôme Goulven : le capitaine
- Vicky Verley : Anna
- Palmyre Levasseur : la mère